# Xã North Benton, Quận Polk, Missouri
Xã North Benton (tiếng Anh: North Benton Township) là một xã thuộc quận Polk, tiểu bang Missouri, Hoa Kỳ. Năm 2010, dân số của xã này là 587 người.